# José Antonio de Mendoza
José Antonio de Mendoza Caamaño y Sotomayor, tercer marqués de Villagarcía de Arousa, španski plemič, diplomat in državnik, * 1660, Španija, † 1746.
Mendoza je bil podkralj Peruja med 4. februarjem 1736 in 15. decembrom 1746.